# Карл Ерік Назаров
Карл Ерік Назаров (нар.17 березня 1999)— естонський спринтер.
Тренувався з бігу на 400м з бар'єрами. У 2021 році перейшов на спринт (100 м, 200 м)
Найбільший успіх: Чемпіонат країн Балтії— 1 місце з бігу на дистанції 100 м, Естафета 4×100 м;
Чемпіонаті світу у приміщенні 2022 року— 4 місце з бігу на дистанції 60 метрів.
Карл Ерік Назаров— племінник Андрія Назарова (колишній естонський десятиборець) 

## Результати
2 січня 2020 року у приміщенні повторив рекорд Естонії в класі U 23 з бігу на 60 м з бар'єрами з часом 7,93.
У 2020 році Назаров на змаганнях у приміщенні  побив  рекорд Естонії у віковій групі U 23 з бігу на 60 м з результатом 6,68, а в 2021 році перевершив цей рекорд з результатом 6,63.
19 березня 2022 року встановив  рекорд Естонії з часом 6,55 у відбіркових змаганнях з бігу на 60 метрів на Чемпіонаті світу в приміщенні в Белграді .
У фіналі він посів четверте місце з результатом 6,58.
Легка атлетика у приміщенні ЧС-2022  19 .03. 2022
Мужчини— 60 м
Арена: Штарк Арена (Белград, Сербія)
| № | Спортсмен               | Команда           | Результат |
| 1 | Ламонт Марсель Джейкобс | Італія            | 6.41      |
| 2 | Кристиан Коулман        | США               | 6.41      |
| 3 | Марвин Брэйси           | США               | 6.44      |
| 4 | Карл-Ерік Назаров       | Естонія           | 6.58      |
| 5 | Адам Томас              | Великобританія    | 6.60      |
| 6 | Джерод Элкок            | Тринідад і Тобаго | 6.63      |
| 7 | Болейд Аджомейл         | Канада            | 6.63      |
| 8 | Артур Сиссе             | Кот-д'Івуар       | 6.69      |

На Чемпіонаті Європи з легкої атлетики в приміщенні 2021 року в Торуні Назаров посів 7 місце в бігу на 60 м з результатом 6,67.
На чемпіонаті Естонії 2019 року вперше став чемпіоном Естонії серед дорослих з бігу на 100 м. 

## Міжнародні змагання
| Рік                 | ЗМАГАННЯ                      | Проведення (місто, країна) | Місце    | Дистанція          | Результат |
| Представляє Естонію |                               |                            |          |                    |           |
| 2018                | Чемпіонат світу U20           | Тампере, Фінляндія         | 29 (ч)   | 400 м з бар'єрами  | 52,80     |
| 2019                | Чемпіонат Європи U23          | Євле, Швеція               | 16-й (ч) | 400 м з бар'єрами  | 52.14     |
| 2021                | Чемпіонат Європи в приміщенні | Торунь, Польща             | 7-й      | 60 м               | 6.67      |
| 2021                | Чемпіонат країн Балтії        | Огре, Латвія               | 1-й      | 100 м              | 10.47     |
| 2021                | Чемпіонат країн Балтії        | Огре, Латвія               | 1-й      | Естафета 4 × 100 м | 39,92     |
| 2022                | Чемпіонат світу в приміщенні  | Белград, Сербія            | 4-й      | 60 м               | 6.58      |
| 2022                | Чемпіонат Європи              | Мюнхен, Німеччина          | 13-й (ч) | 100 м              | 10.39     |

## Чемпіонати Естонії
| Дистанція    | Результат | Дата проведення  |
| Біг на 100 м | 10,69     | 17 серпня 2019 р |
| Біг на 100 м | 10.42     | 26 червня 2021 р |
| Біг на 100 м | 10.41     | 25 червня 2022 р |
| Біг на 200 м | 21,29     | 26 червня 2022 р |

Біг у приміщенні
| Дистанція        | Результат | Дата проведення  |
| Естафета 4×400 м | 3:14.81   | 18 лютого 2018 р |
| Естафета 4×400 м | 3:16.12   | 23 лютого 2020 р |
| Біг на 60 м      | 6.68      | 20 лютого 2021 р |
| Біг на 60 м      | 6.64      | 26 лютого 2022 р |
| Біг на 60 м      | 6.65      | 18 лютого 2023 р |

## Особисті рекорди
| Дистанція    | Результат | Місце | Дата проведення  | Місце проведення змагань |
| Біг на 100 м | 10.34     | 3 — 4 | 14 червня 2022 р | Кладно                   |
| Біг на 200 м | 21,29     | 12    | 26 червня 2022 р | Таллін                   |

Біг у приміщенні
| Дистанція    | Результат | Місце | Дата проведення  | Місце проведення змагань |
| Біг на 60 м  | 6.55      | 1     | 19 січня 2022 р  | Белград                  |
| Біг на 200 м | 21.63     | 10    | 16 лютого 2020 р | Таллін                   |
| Біг на 300 м | 33.74     | 4     | 20 січня 2020 р  | Таллін                   |